# Kopfing im Innkreis
Kopfing im Innkreis è un comune austriaco di 1 941 abitanti nel distretto di Schärding, in Alta Austria; ha lo status di comune mercato (Marktgemeinde).